# Rachel Melvin
Rachel Melvin (Elmhurst, 9 februari 1985) is een Amerikaanse actrice.